# Мостовые ворота (Ахен)
Мостовые ворота (Понттор, нем. Ponttor) — северо-западная воротная башня городской стены в городе Ахене (федеральная земля Северный Рейн — Вестфалия). Расположены на пересечении улиц Понтваль, Рёрмондерштрассе, Людвигсалее, Лагерхаусштрассе и Саарштрассе. Понттор наряду с Марширтор — двое единственных сохранившихся ворот Ахенской городской стены.

## История

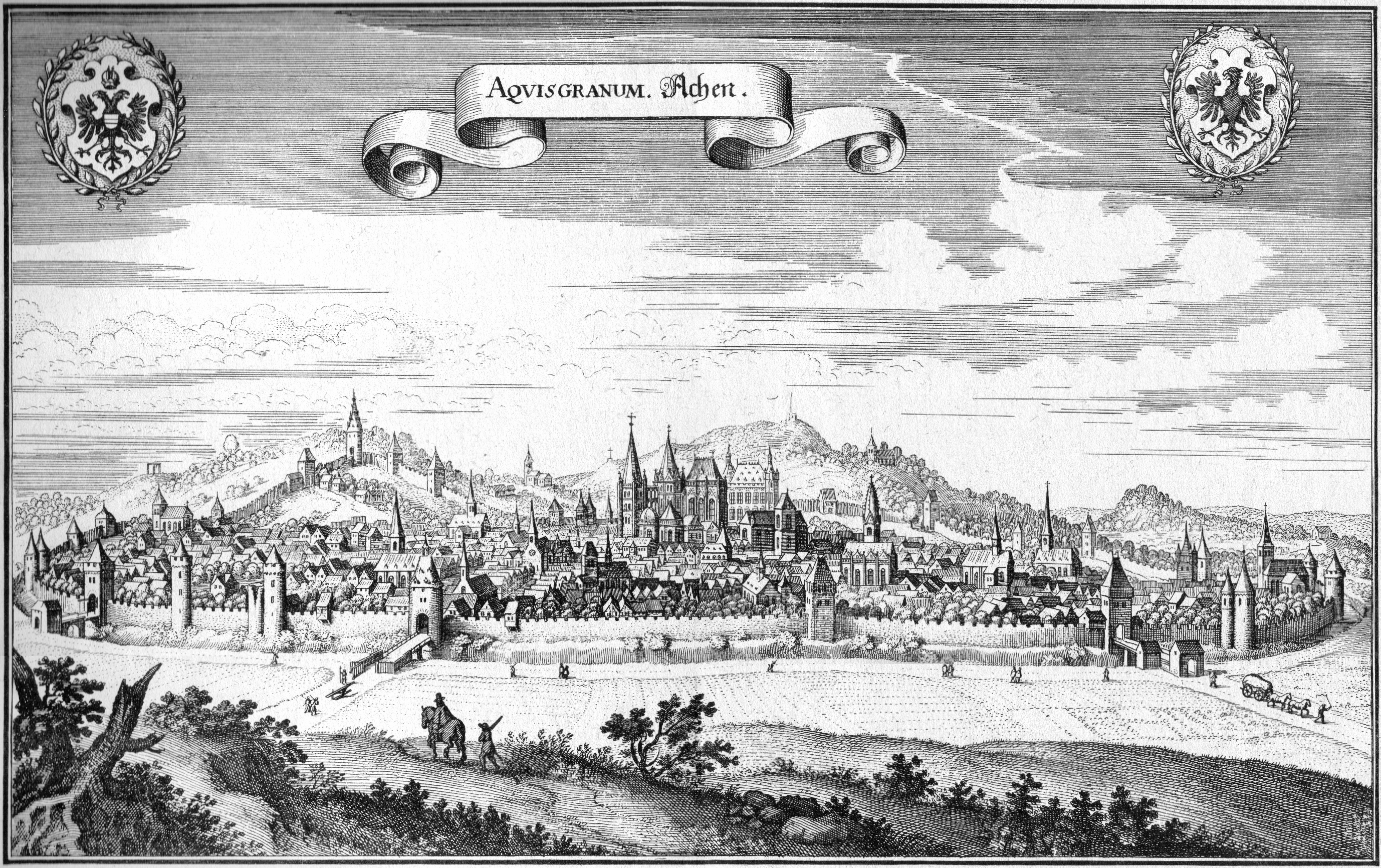
Ахенская городская стена (Мостовые ворота — шестая по счёту башня по левой стене)

Ворота были построены в начале XIV века. Строительство башни было окончено в 1320 году. Наряду с башнями Марширтор, Кёльнскими воротами и воротами Якоба Ponttor являлись главными воротами сооруженного в XIV-XV веках второго кольца городских стен тогдашнего свободного имперского города Ахена.
Название башни происходит от латинского слова «Pons» — «Мост». Но поблизости от Ponttor нет ни реки, ни даже ручья. Поэтому полагают, что название происходит от имени местности — Pontviertel, которая в свою очередь получила название от укрепленного римского поселения, путь в которое лежал через мост, проложенный через заболоченные места и ручей Annuntiatio (в пер. с лат. — Благовещение).
Служили ворота не только для оборонительных функций, но также и как пункт сбора пошлины, а часть помещений даже выполняли роль тюрьмы. С 1735 года в здании ворот размещалась школа. В 1880 году было принято решение снести сильно обветшавшее строение, но решение не было выполнено и в 1910 году ворота были отреставрированы. После реставрации в Ponttor разместили городской исторический музей.
Во время бомбардировок союзнической авиации в 1943 году ворота Ponttor были серьёзно повреждены, а барбакан был полностью разрушен. В 1947 году в здании ворот было организовано молодёжное общежитие. В 1952 году здание было отдано «Союзу немецких следопытов». В 1973 году ворота были отреставрированы, а барбакан воссоздан.

## Архитектура

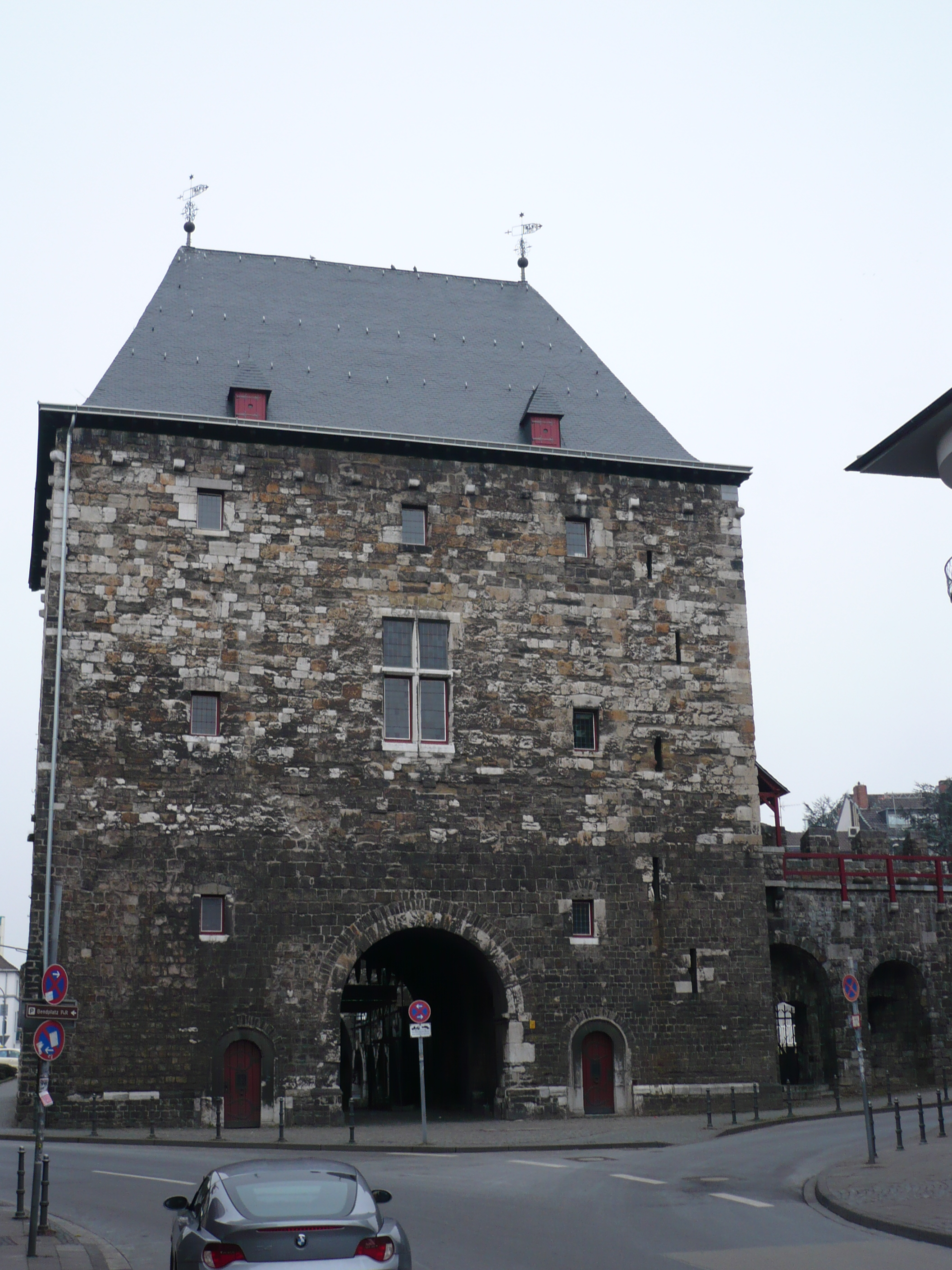
Юго-восточный фасад
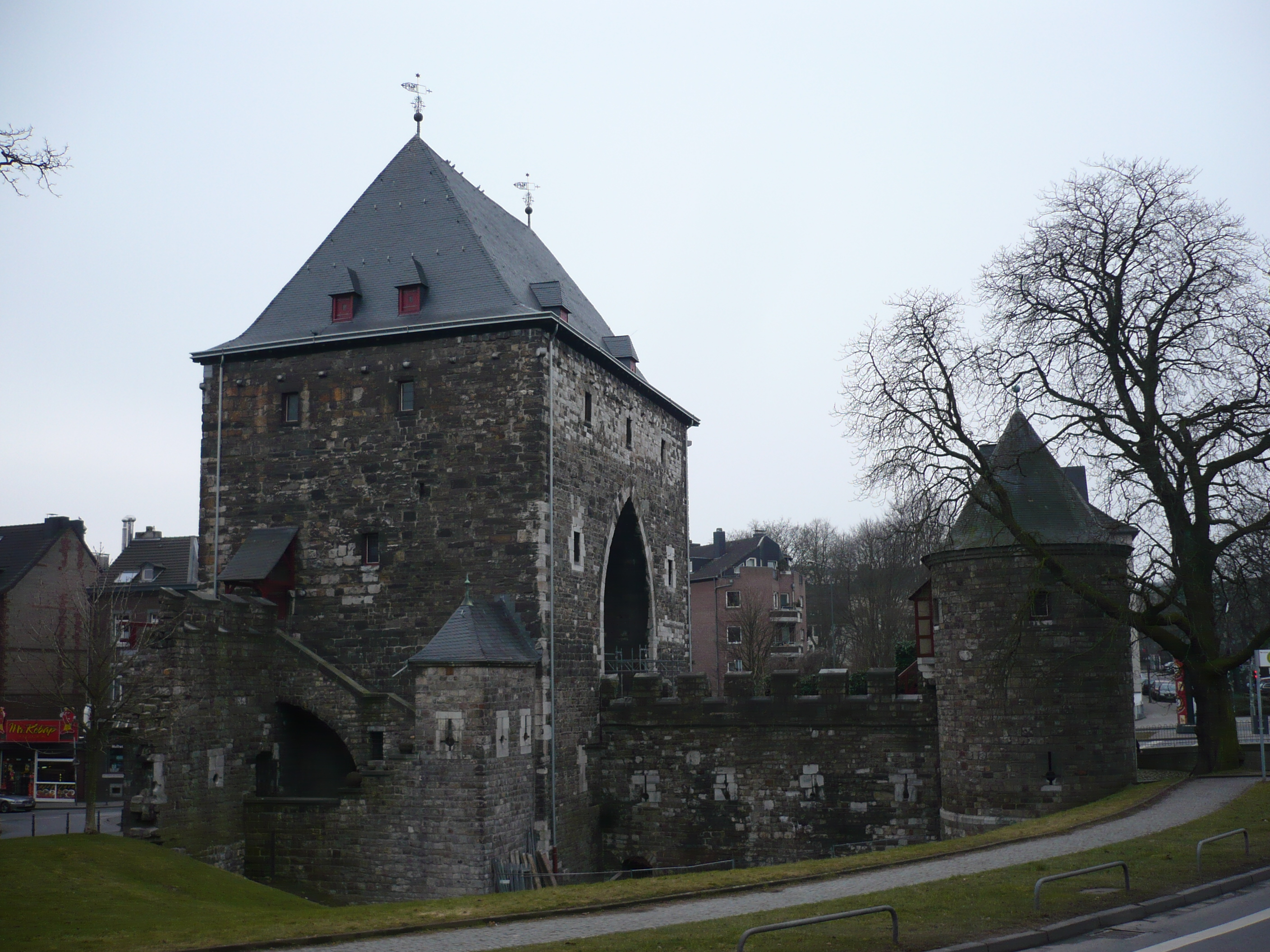
Северо-восточный фасад и барбакан
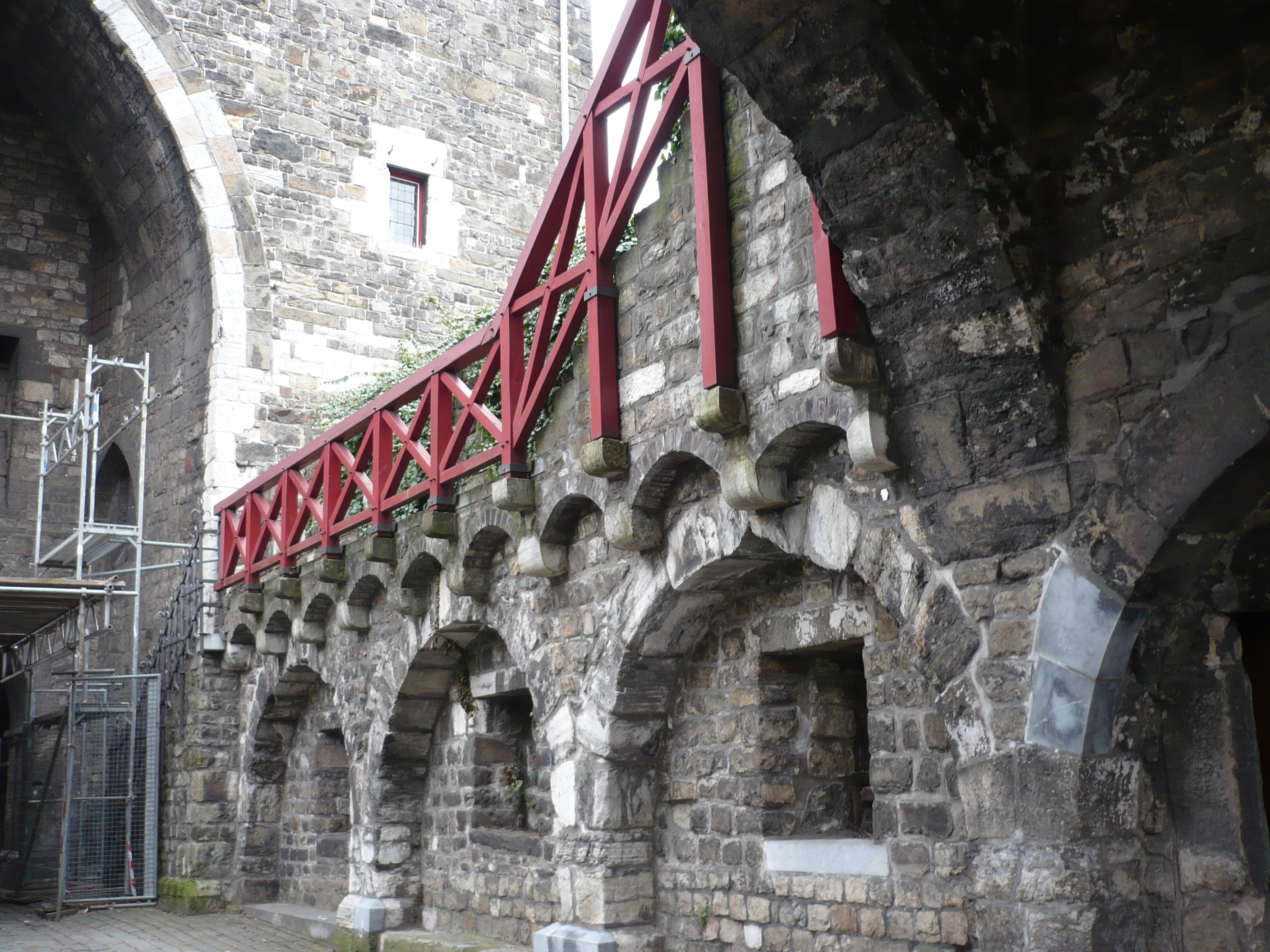
Внутренний двор барбакана

Ворота Понттор представляют собой прямоугольную четырёхэтажную башню размером 18,7×14,2 м с арочными воротами с четырёхметровым проездом под шатровой крышей. С северо-западной стороны к башне примыкает барбакан, состоящий из передовых ворот, которые соединяются с главными воротами двумя зубчатыми стенами, что всё вместе образует закрытый внутренний двор размером 10,9×6,1 м.